# آلیس میلر
آلیس میلر (انگلیسی: Alice Miller; ۱۲ ژانویهٔ ۱۹۲۳ – ۱۴ آوریل ۲۰۱۰) یک روان‌شناس، روان‌کاو و فیلسوف سوئیسی با اصلیت لهستانی-یهودی بود که به خاطر کتبش در زمینه کودک‌آزاری والدین که به چند زبان مختلف ترجمه شده‌است، مورد توجه بوده‌است. دیگر کتاب مفید او که به فارسی نیز ترجمه شده است "بدن هرگز دروغ نمی‌گوید" نام دارد. 
همچنین می‌توان از او به عنوان یک روشن‌فکر عمومی نام برد.
کتاب «The Drama of the Gifted Child» او تا سال ۱۹۸۱ یک کتاب پرفروش انگلیسی جهانی بود. دیدگاه‌های او دربارهٔ عواقب ناشی از کودک‌آزاری بسیار تأثیرگذار بوده‌است.